# أنجيلا رويز
قالب:يlتاريخ=أبريل 209mdn
قالب:معلوشخص½
أنجيلا رويز (بالإسبانية: Ángela Ruiz)‏ هي عارضة فنزويلية، ولدت في 4 أكتوبر 1989 في ماتورين في فنزويلا.